# Akiko Santō
Akiko Santō (山東 昭子?, Santō Akiko; Setagaya, 11 maggio 1942) è una politica, giornalista e attrice giapponese, membro del Partito Liberal Democratico e presidente della Camera dei consiglieri dal 1º agosto 2019 al 3 agosto 2022.

## Biografia
Nata a Setagaya, uno dei quartieri speciali di Tokio, l'11 maggio del 1942, Akiko Santō è la nipote del politico Ryōtarō Kodama (1872-1921), quest'ultimo membro della Camera dei rappresentanti.
Akiko Santō viene eletta per la prima volta alla Camera dei consiglieri giapponese nel 1974, dopo aver lavorato come attrice e giornalista. È viceministra dell'ambiente nel governo di Ōhira e direttrice generale dell'agenzia per la scienza e la tecnologia nel governo di Kaifu.
Nel 2007 diventa vicepresidente della Camera dei consiglieri, mentre nel 2019 ne diviene presidente.

## Episodio delle Isole Senkaku
Akiko Santō ha preso parte alla vendita di tre delle Isole Senkaku. Conosceva da 30 anni infatti gli ex proprietari, la famiglia Kurihara, i quali nel 2011 le dissero che avevano intenzione di vendere le tre isole all'allora governatore di Tokio, Shintarō Ishihara, perché apprezzavano un suo libro sulle idee nazionaliste, anziché darle al governo e al primo ministro, che all'epoca era Yoshihiko Noda. Siccome sia l'allora governatore Ishihara sia Akiko Santō erano legati al gruppo di pressione di estrema destra chiamato Nippon Kaigi, non è stato possibile, poiché questo gruppo milita affinché queste isole, rivendicate anche dalla Cina e da Taiwan, siano del governo giapponese.
Inizialmente, il governo e il primo ministro Noda offrirono uno scambio di terre ai proprietari, ma alla fine il governo acquistò le tre isole disabitate per $ 25,5 milioni nel 2012.